# 盲遊世界
盲遊世界是由兩名香港青年，葉世明和林嬌在2012年發起的一個多媒體藝術計劃。葉世明以矇眼（亦常被稱作矇眼者）形式走訪世界各地，而林嬌（亦稱引路者）則在傍引領並以言語描述其所見所聞，旅程結束之後矇眼者會以繪畫及文字方式表達其旅程所聞，而整個個程將被拍攝並制作成紀錄片。

## 背景
2006年葉世明原本在商業電台制作部任職設計師，認識了當時在製作部的同事林嬌。葉世明因長期坐著以電腦工作而患上脊椎移位而影嚮雙腳的神經，痛楚嚴重影嚮他的生活，有時甚至難於站立。2009年葉世明因一次坐長途機時痛楚難當無法入睡，他想到如果有一天他雙腿殘廢那便不能夠再去旅行了。他反覆再想，覺得坐輪椅也能周遊列國，但若然是失明就不能再看見這個世界，無法享受常人的旅遊之樂。在他回到香港後他慢慢發展出以矇眼旅行，體驗失明人士之苦，再以畫作、文字及影片紀錄其經歷和感受，希望值此宣揚用關愛和共融的訊息。

## 目的
葉世明曾在訪問中都表示，盲遊世界活動雖然會為香港失明人協進會籌款，但是這個計劃最重要的部份仍然是透過藝術作品的分享，其望大眾可以更加關注身邊有需要的人仕。葉世明亦主張，如果每個人在其工作崗位上只要多為弱勢社群設想，企業未必雖要投放大量資源便能大大改善弱勢社群的待遇。他舉例，他身為網頁設計師和程式編寫員，如果在為企業設計網頁時加入失明人仕專用的閱讀軟體兼容的純文字版本網頁，這個純文字版本網頁的製作成本其實不多，偏偏企業偏愛製作精美圖像及動畫為主的網頁，造成很多失明人士不便。

## 評價
失明人仕Julian認為，盲遊世界活動有助社會人仕增加對失明人仕的了解，但始中未能感受到他們生活上的不便。

## 外部連結
- 盲遊世界官方網頁
- 盲遊世界Facebook專頁
- 書展2013：矇眼作畫盲遊世界 （页面存档备份，存于）
- 有線電視：小城大意義[]